# Основний постулат статистичної механіки
Основний постулат статистичної механіки (також відомий як постулат рівної апріорної ймовірності) — це фундаментальне припущення у статистичній механіці, яке стверджує, що для ізольованої термодинамічної системи, що перебуває в стані термодинамічної рівноваги, усі доступні мікростани (тобто стани з однаковою енергією, кількістю частинок, об'ємом та іншими макроскопічними параметрами) рівноймовірні.
Достатньою (але не необхідною) умовою статистичної рівноваги ізольованої системи є те, що розподіл ймовірностей є функцією тільки величин, що зберігаються (повної енергії, повної кількості частинок тощо).
Існує багато різних рівноважних ансамблів, які можна розглядати, і лише деякі з них відповідають термодинаміці. Необхідні додаткові постулати, щоб обґрунтувати, чому ансамбль для даної системи повинен мати ту чи іншу форму.
Поширений підхід, що зустрічається в багатьох підручниках, полягає в прийнятті постулату рівної апріорної ймовірності. Цей постулат стверджує, що
Для ізольованої системи з точно відомою енергією та точно відомим складом система може бути знайдена з рівною ймовірністю в будь-якому мікростані, сумісному з цим знанням.
Постулат рівної апріорної ймовірності, таким чином, дає обґрунтування для мікроканонічного ансамблю, описаного нижче. Існують різні аргументи на користь постулату рівної апріорної ймовірності:
- Ергодична гіпотеза: Ергодична система — це система, яка з часом еволюціонує так, що «відвідує» всі доступні стани: усі стани з однаковою енергією та складом. В ергодичній системі мікроканонічний ансамбль є єдиним можливим рівноважним ансамблем із фіксованою енергією. Цей підхід має обмежену застосовність, оскільки більшість систем не є ергодичними.
- Принцип байдужості: За відсутності будь-якої додаткової інформації ми можемо приписати лише рівні ймовірності кожній сумісній ситуації.
- Максимальна інформаційна ентропія: Складніша версія принципу байдужості стверджує, що правильним ансамблем є той ансамбль, який сумісний із відомою інформацією та має найбільшу ентропію Гіббса (інформаційну ентропію).[3]

Інші фундаментальні постулати для статистичної механіки також були запропоновані. Наприклад, нещодавні дослідження показують, що теорію статистичної механіки можна побудувати без постулату рівної апріорної ймовірності. Один із таких формалізмів ґрунтується на основному термодинамічному співвідношенні разом із таким набором постулатів:
1. Функція густини ймовірності пропорційна деякій функції параметрів ансамблю та випадкових величин.
2. Термодинамічні функції стану описуються середніми за ансамблем від випадкових величин.
3. Ентропія, визначена за формулою ентропії Гіббса, збігається з ентропією, визначеною в класичній термодинаміці.
де третій постулат можна замінити таким:[6]

3. При нескінченній температурі всі мікростани мають однакову ймовірність.